# Lưu Kính Tuyên
Lưu Kính Tuyên (chữ Hán: 刘敬宣, 371 – 415) là tướng lãnh cuối đời Đông Tấn trong lịch sử Trung Quốc.

## Xuất thân
Kính Tuyên tự Vạn Thọ, nhũ danh A Thọ, người quận Bành Thành . Gia đình Kính Tuyên tự nhận là hậu duệ của Sở Nguyên vương Lưu Giao nhà Tây Hán. Ông cụ là Lưu Hy, dựa vào tài thiện xạ mà phụng sự Tấn Vũ đế, được làm đến Bắc Địa, Nhạn Môn thái thú. Ông nội là Chinh lỗ tướng quân Lưu Kiến, cũng nổi tiếng là mạnh mẽ, dũng cảm. Kính Tuyên là con trai trưởng của Trấn bắc tướng quân Lưu Lao Chi, vốn là tướng lãnh thuộc Bắc phủ binh, sử cũ có truyện.

## Sống gặp thời loạn, 4 lần phản chủ
Ban đầu Kính Tuyên được làm Tiền quân Tham quân sự dưới quyền Tiền quân tướng quân Vương Cung, sau đó làm Chinh lỗ Tham quân sự dưới quyền Cối Kê vương thế tử, Chinh lỗ tướng quân Tư Mã Nguyên Hiển.
Tháng 9 ÂL năm Long An thứ 2 (398), Vương Cung dấy binh ở Kinh Khẩu, mượn danh nghĩa trị tội anh em Tư Mã Thượng Chi. Bấy giờ Lưu Lao Chi ở dưới quyền Cung, được làm Tiền quân tư mã, Phụ quốc tướng quân, Tấn Lăng thái thú, giữ vai trò phụ tá lãnh binh. Nhưng Cung là ngoại thích nắm binh quyền ở địa phương, đối đãi với người ta rất ngạo mạn, khiến Lao Chi trong lòng bất mãn. Cung lấy Lao Chi làm tiền phong, Thái phó, Cối Kê vương Tư Mã Đạo Tử bèn gởi thư cho Lao Chi, thuyết phục Lao Chi làm phản Cung. Lao Chi hỏi ý kiến của Kính Tuyên, ông bèn khuyên cha chống lại Cung. Lao Chi đến Trúc Lý, chém tướng của Cung là Trướng hạ đốc Nhan Duyên, sai Kính Tuyên soái bọn Cao Nhã Chi quay lại tập kích Cung. Nhân lúc Cung rời thành duyệt quân, bọn họ giục kỵ binh đánh tạt sườn, khiến quân đội của ông ta nhanh chóng tan vỡ. Cối Kê vương thế tử Tư Mã Nguyên Hiển được tiến hiệu Hậu tướng quân, lấy Kính Tuyên làm Hậu quân Tư nghị tham quân, gia hiệu Ninh sóc tướng quân.
Năm Long An thứ 3 (399), Tôn Ân khởi nghĩa, miền đông rối loạn; Lao Chi tự dâng biểu xin đánh dẹp. Quan quân đến Hổ Liêu, nghĩa quân liều chết chống lại. Kính Tuyên men theo Nam Sơn chạy ra phía sau địch, nghĩa quân thấy kỵ binh thì sợ hãi, lại thêm trước sau đều có quan quân, nên đại bại. Quan quân giành lại quận Cối Kê, Kính Tuyên được gia chức Lâm Hoài thái thú, rồi được thăng làm Hậu quân tòng sự trung lang. Năm thứ 5 (401), Tôn Ân từ biển trở về, vây Lưu Dụ ở Cú Chương, nhiều lần tấn công nhưng không hạ được; Kính Tuyên xin đi cứu viện. Bọn họ đánh bại nghĩa quân, khiến Tôn Ân lần nữa bỏ chạy ra biển.
Bấy giờ khắp nơi rối ren, triều đình yếu kém, Kính Tuyên luôn lo lắng không thôi việc nước nhà ly loạn. Lưu Dụ liên tiếp đánh bại nghĩa quân, công và danh ngày càng dày, nên Kính Tuyên kết giao rất sâu, tình nghĩa rất đậm. Tư Mã Nguyên Hiển được tiến hiệu Phiếu kỵ, Kính Tuyên cũng dời sang phục vụ phủ mới của anh ta, nhưng quân chức, quan chức vẫn như cũ. Nguyên Hiển tính hoang dâm phóng túng, thủ hạ dưới quyền ít dần đi; Kính Tuyên mỗi khi dự tiệc, chưa từng uống rượu, đối với người đùa bỡn nhắm vào mình, ông cũng không đáp lại, khiến Nguyên Hiển rất không vui. Ít lâu sau, Kính Tuyên được tiến hiệu Phụ quốc tướng quân, còn lại như cũ.
Tháng 3 ÂL năm Nguyên Hưng đầu tiên (402), Lao Chi tham gia nam tiến đánh dẹp Hoàn Huyền. Nguyên Hiển chính là Chinh thảo đại đô đốc, ngày đêm say sưa, Lao Chi đến tận cửa mà không gặp được. Tấn An đế đưa tiễn, cũng chỉ gặp được Nguyên Hiển đang ngồi trong xe mà thôi. Hoàn Huyền đã đến Lật Châu, gởi thư thuyết phục Lao Chi. Lao Chi cho rằng Đạo Tử hôn ám, Nguyên Hiển dâm hung, lo ngày dẹp được Huyền, cũng là lúc loạn lạc bắt đầu, hãy tạm mượn tay Huyền trừ bỏ những kẻ chấp chánh, sau đó tìm sơ hở của Huyền mà đoạt quyền, như thế thì được đắc chí ở đời. Lao Chi muốn đồng ý đầu hàng Huyền, Kính Tuyên so sánh Huyền với Đổng Trác, can ngăn cha không nên làm vậy. Lao Chi không nghe, cho rằng Huyền chẳng phải đối thủ của mình, sai Kính Tuyên đến phủ của Huyền làm thuộc quan (tức làm con tin), được Huyền lấy làm Tư nghị tham quân.
Huyền đã đắc chí, giết Nguyên Hiền, đày Đạo Tử, lấy Lao Chi làm Chinh đông tướng quân, Cối Kê thái thú; Lao Chi nhận ra đây là Huyền muốn đoạt binh quyền của mình. Bấy giờ Kính Tuyên xin Huyền quay về khuyên cha, khiến Lao Chi chịu nhận lệnh, nên Huyền đồng ý. Sau đó Kính Tuyên đề nghị tập kích Huyền, nhưng Lao Chi do dự không quyết. Vì thế Lao Chi tập hợp chư tướng, tuyên bố muốn chiếm cứ bờ bắc Trường Giang để chống lại Huyền, nhưng bị mọi người phản đối. Quân đội tan rã, Lao Chi sợ, sai Kính Tuyên về Kinh Khẩu đón gia đình. Đến kỳ hẹn, Kính Tuyên chưa quay lại, Lao Chi lo rằng ông đã bị Huyền bắt được, bèn tự thắt cổ mà chết. Kính Tuyên về đến, không kịp khóc, vội vàng chạy đến chỗ Quảng Lăng tướng Cao Nhã Chi, cùng nhau vượt Trường Giang hội họp với bọn Tư Mã Hưu Chi.
Bọn họ cùng chạy sang Lạc Dương, rồi đi Trường An, đều lấy con em làm con tin, cầu cứu Hậu Tần thiên vương Diêu Hưng. Hưng hứa hẹn với họ, lệnh cho họ mộ binh Quan Đông, được vài ngàn người, rồi quay về quận Bành Thành, tập hợp đồng đảng cũ. Hoàn Huyền sai Tôn Vô Chung đánh dẹp Ký Châu thứ sử Lưu Quỹ, Quỹ mời bọn Kính Tuyên, Nhã Chi cùng chiếm cứ Sơn Dương chống lại Huyền, nhưng không hạ được. Bọn họ tiến đến Xương Bình giản, lại thất bại, quân đội tan rã, bèn cùng nhau chạy sang Nam Yên.
Tháng 3 ÂL năm thứ 3 (404), bọn Kính Tuyên liên kết với các họ lớn ở Thanh Châu là Thôi, Phong, cùng Tiên Ti đại nhân Miễn Quỳ, bày mưu lật đổ Nam Yên vương Mộ Dung Bị Đức, đưa Tư Mã Hưu Chi lên làm chúa, hẹn ngày ra tay. Bấy giờ Lưu Quỹ được trọng dụng, làm Tư không nhà Nam Yên; Cao Nhã Chi muốn mời Quỹ tham gia, Kính Tuyên lo lắng Quỹ tuổi già trở nên an phận, sẽ không đồng ý; Nhã Chi không cho là đúng, bèn thông báo với Quỹ; Quỹ quả nhiên không theo. Mưu bị tiết lộ, Quỹ bị người Nam Yên giết, còn bọn Kính Tuyên cùng nhau bỏ trốn.

## Phụng sự Lưu Dụ, chết vì bị phản
Kính Tuyên chạy đến lưu vực Hoài, Tứ; gặp lúc Lưu Dụ đã đánh bại Hoàn Huyền, gởi thư tay gọi Kính Tuyên. Bộ hạ nghi ngờ, nhưng Kính Tuyên tin tưởng Dụ, lập tức quay về. Kính Tuyên về đến kinh sư, được làm Phụ quốc tướng quân, Tấn Lăng thái thú, tập phong Vũ Cương huyện nam.
Tháng 4 ÂL cùng năm, Hoàn Hâm dẫn Đê soái Dương Thu xâm phạm Lịch Dương, Kính Tuyên cùng Kiến uy tướng quân Gia Cát Trường Dân đại phá địch, chém Dương Thu ở Luyện Cố; Hoàn Hâm một mình vượt sông Hoài bỏ chạy. Lưu Dụ thăng Kính Tuyên làm Kiến uy tướng quân, Giang Châu thứ sử; ông cố từ chối, cho rằng công lao của mình không bằng Lưu Nghị, Hà Vô Kỵ, thân tình không hơn Lưu Đạo Quy, Lưu Đạo Liên, nên không dám nhận chức vị cao hơn họ, e ngại sẽ bị mọi người chỉ trích; Dụ không nghe.
Kính Tuyên ở Giang Châu, tập hợp lương thực, thu nạp thuyền bè, luôn nghĩ đến việc tích trữ quân dụng. Nhờ vậy bọn Hà Vô Kỵ thất bại khi tấn công dư đảng họ Hoàn ở Giang Lăng, lại có thể lập tức chấn hưng quân đội, tiếp tục chiến đấu. Tháng 10 ÂL, cháu gọi Hoàn Huyền bằng chú là Hoàn Lượng tự xưng Giang Châu thứ sử, tấn công Dự Chương, còn sai Phù Hoành tấn công Lư Lăng; Kính Tuyên đều đánh phá được.
Khi xưa Lưu Nghị từng là Tham quân của Kính Tuyên thời ông còn làm Ninh sóc tướng quân. Người đương thời khen Nghị là bậc hùng kiệt, nhưng Kính Tuyên chê bai Nghị tính cách ngoài khoan trong kỵ, tự cho mình hơn người, ngồi ở ngôi cao ắt tự chuốc vạ vào thân; Nghị nghe được, rất căm hận. Đến nay Nghị chỉ trích việc Kính Tuyên nhận chức ở Giang Châu, ông càng không yên lòng. Nhân dịp Lưu Dụ đón Tấn An đế trở về từ đảng họ Hoàn, Kính Tuyên tự dâng biểu xin cởi chức. Sau khi Kính Tuyên rời Giang Châu, được ban cho nhà cửa, hàng tháng cấp 30 vạn tiền. Lưu Dụ mấy lần mời Kính Tuyên du ngoạn dự tiệc, đãi ngộ nồng hậu, ban thưởng tiền lụa ngựa xa cùng dụng cụ, trang phục, chẳng ai sánh kịp. Kính Tuyên gả con gái, được ban 300 vạn tiền, 3000 món đồ sứ.
Tháng 3 ÂL năm Nghĩa Hi đầu tiên (405), Kính Tuyên được trừ làm Quan quân tướng quân, Tuyên Thành nội sử, Tương Thành thái thú. Tuyên Thành nhiều huyện miền núi, quan viên trước đây lập đồn để cung ứng phí dụng của phủ quận, nhiều lần điều động thợ giỏi để chế tạo dụng cụ. Kính Tuyên đến quận, bãi bỏ tất cả đồn riêng, chỉ duy trì việc chặt tre gỗ, để sửa sang phủ quan và nhà cửa. Những người bỏ trốn phần nhiều quay lại, có hơn 3000 hộ.
Kính Tuyên là đại tướng đang được Lưu Dụ trọng dụng, vào tháng 8 năm thứ 3 (407), sai ông soái 5000 quân đánh Thục. Khoảng tháng 7 – 8 ÂL năm sau (408), Kính Tuyên được làm Giả tiết, Giám chinh Thục chư quân sự, coi quận như cũ. Kính Tuyên vào Tam Hạp, chia 2000 người cho Chấn vũ tướng quân, Ba Đông thái thú Ôn Tộ đánh tiếng từ ngoại thủy tiến quân, tự mình soái Ích Châu thứ sử Bảo Lậu, Phụ quốc tướng quân Văn Xử Mậu, Long tương tướng quân Thời Duyên Tổ từ sông Điếm tiến quân . Kính Tuyên đứng đầu sĩ tốt, vừa đánh vừa đi, đến Hoàng Hổ thuộc quận Toại Ninh, cách Thành Đô 500 dặm. Tướng Thục là bọn Phụ quốc tướng quân Tiều Đạo Phúc dốc tất cả lực lượng giữ nơi hiểm yếu, giằng co hơn 60 ngày, giao chiến lớn nhỏ hơn 10 trận. Quân Thục cố thủ không ra nữa, quân Tấn không thể tiến, lương thực cạn, lại thêm bệnh dịch khiến binh sĩ chết quá nửa; Kính Tuyên buộc phải lui quân. Thục vương Tiều Túng giao trả thi thể cả nhà Mao Cừ, phóng thích phụ nữ nhà họ Mao và mẹ Văn Xử Mậu là Hà thị, cùng quan tài của binh sĩ, thả trôi giữa dòng; Kính Tuyên đều vớt lấy đem về. Hữu tư hặc tội thua trận, Kính Tuyên chịu miễn quan, thực ấp bị cắt mất 1/3.
Năm thứ 5 (409), Lưu Dụ tấn công Nam Yên, Kính Tuyên được trừ làm Trung quân Tư nghị tham quân, gia hiệu Quan quân tướng quân. Kính Tuyên theo đại quân đến Lâm Cù, cùng bọn Duyện Châu thứ sử Lưu Phiên giao chiến với quân Yên, đại phá được. Long tương tướng quân Mạnh Long Phù tử trận, Kính Tuyên được lĩnh quân đội của ông ta, tham gia vây Yên đô Quảng Cố, nhiều lần hiến kế.
Năm thứ 6 (410), nghĩa quân Lư Tuần uy hiếp kinh sư, Kính Tuyên được chia lĩnh Hổ ban đột kỵ người Tiên Ti, bày trận chỉnh tề, khiến nghĩa quân kiêng sợ. Kính Tuyên được thăng làm Sứ trì tiết, Đốc Mã Đầu, Hoài Tây chư quân quận sự, Trấn Man hộ quân, Hoài Nam, An Phong 2 quận thái thú, Lương quốc nội sử, tướng quân như cũ. Nghĩa quân lui chạy về phía nam, vào tháng 10 ÂL, Kính Tuyên theo Lưu Dụ truy kích, được chuyển làm Tả vệ tướng quân, gia quan Tán kỵ thường thị.
Khi xưa Kính Tuyên từ Thục trở về, Lưu Nghị đòi trị tội ông, Lưu Dụ không nghe, còn Hà Vô Kỵ phản bác Nghị lấy công báo tư, ông ta đành thôi, nhưng vẫn gièm pha với Lưu Dụ, so sánh Kính Tuyên với Bàng Manh (phản Hán Quang Vũ đế), Trương Mạc (phản Tào Tháo). Tháng 4 ÂL năm thứ 8 (412) Nghị ra nhận chức ở Kinh Châu, mời Kính Tuyên làm phụ tá; ông sợ vạ đến, bèn nói lại với Lưu Dụ. Lưu Dụ cười mà bảo Kính Tuyên cứ yên lòng, rồi cho ông ra làm Sứ trì tiết, Đốc Bắc Thanh Châu quân quận sự, Chinh lỗ tướng quân, Bắc Thanh Châu thứ sử, lĩnh Thanh Hà thái thú, ít lâu sau lĩnh chức Ký Châu thứ sử.
Tháng 10 ÂL cùng năm, Lưu Dụ thân chinh tấn công Lưu Nghị, lấy Dự Châu thứ sử Gia Cát Trường Dân làm Giám thái úy quân sự. Trường Dân gởi thư cho Kính Tuyên đề nghị ông liên kết với mình, bóng gió việc chống lại Lưu Dụ. Kính Tuyên một mặt uyển chuyển từ chối, một mặt đem thư trình cho Lưu Dụ. Lưu Dụ nói với Vương Đản: "A Thọ quả không phụ ta vậy." 
Tháng giêng ÂL năm thứ 11 (415), Kính Tuyên được tiến hiệu Hữu tướng quân. Trong tháng ấy, Lưu Dụ thân chinh tấn công Tư Mã Hưu Chi. Vì thế, tham quân của Kính Tuyên là Tư Mã Đạo Tứ, vốn là tông thất hạng kém của nhà Tấn, ngầm liên kết với quan viên cùng phủ là Tích Lư Đạo Tú và tiểu tướng bên cạnh Kính Tuyên là bọn Vương Mãnh Tử, mưu tính giết Kính Tuyên để hướng ứng Hưu Chi. Tháng 4 ÂL, Kính Tuyên gọi Đạo Tứ đến nói chuyện, thủ hạ đều ra ngoài giữ cửa, Vương Mãnh Tử tụt lại phía sau, rút thanh đao bên mình của Kính Tuyên để đâm chết ông. Kính Tuyên hưởng thọ 45 tuổi.

## Hậu sự
Bấy giờ tướng lãnh dưới quyền của Kính Tuyên lập tức tấn công, chém chết bọn Đạo Tứ, Mãnh Tử.
Nghe tin Kính Tuyên mất, Lưu Dụ thương khóc, cho con ông là Lưu Tổ hay Lưu Quang Tổ kế tự . Nhưng khi Lưu Dụ soán ngôi nhà Đông Tấn, lập ra nhà Lưu Tống, lại phế trừ hầu quốc của con cháu Kính Tuyên, không rõ lý do.

## Tính cách
Kính Tuyên lên 8 tuổi thì mất mẹ, đêm ngày gào khóc, trong ngoài nhà đều lấy làm lạ. Phụ quốc tướng quân Hoàn Tự trấn giữ Vu Hồ, lấy Lưu Lao Chi làm Tham quân sự cho ông ta. Ngày 8 tháng 4 ÂL (tức ngày Phật đản), Kính Tuyên thấy mọi người cúng Phật, bèn dập đầu trên gương vàng, thay mẹ cúng Phật, bi ai chảy nước mắt không kềm được. Hoàn Tự than thở, nói với Lao Chi: "Đứa trẻ này của anh là hiếu tử ở trong nhà, ắt sẽ là trung thần của đất nước." 
Đến khi trưởng thành, Kính Tuyên tính khoan hòa, nhân hậu, ưa trọng đãi kẻ sĩ, dẫu nghề dùng binh không bằng cha mình là Lưu Lao Chi, nhưng có lắm tài lẻ, như cưỡi ngựa bắn cung và âm nhạc, chẳng môn nào không giỏi. Vào lúc Kính Tuyên phụng sự Lưu Dụ, Thượng thư bộc xạ Tạ Hỗn tự phụ tài năng và gia thế, hiếm khi kết giao với ai, gặp gỡ Kính Tuyên, liền tiếp đãi ông trọng thể. Có người hỏi tại sao, Hỗn đáp: "Người đáng kết giao, nào có thể đặt ra giới hạn, Khổng Văn Cử đối với Thái Sử Tử Nghĩa, há chẳng phải thế này sao!?" 

## Dị sự
Kính Tuyên vốn biết thiên văn, cho rằng nhà Tấn sẽ được chấn hưng. Khi còn ở Nam Yên, Kính Tuyên mơ thấy mình vo đất mà uống, vui vẻ nói: "Hoàn (vo viên) tức là hoàn (họ Hoàn) đấy. Hoàn đã nuốt rồi, tôi được trở về quê nhà đấy." Sau đó Kính Tuyên tham dự âm mưu lật đổ Yên vương Mộ Dung Bị Đức.
Trước khi bị hại không lâu, Kính Tuyên từng cùng liêu tá tụ tập ăn tiệc, chợt có chiếc giày cỏ gai từ trên trời rơi xuống, trúng vào mâm thức ăn của ông. Chiếc giày dài 3 thước 5 tấc, bị người ta dùng đã lâu, khoảng giữa quai và mũi đều sắp hỏng.